# Internazionali di Tennis di Baviera 2017 - Qualificazioni singolare
Le qualificazioni del singolare degli Internazionali di Tennis di Baviera 2017 sono state un torneo di tennis preliminare per accedere alla fase finale della manifestazione. I vincitori dell'ultimo turno sono entrati di diritto nel tabellone principale. In caso di ritiro di uno o più giocatori aventi diritto a questi sono subentrati i lucky loser, ossia i giocatori che hanno perso nell'ultimo turno ma che avevano una classifica più alta rispetto agli altri partecipanti che avevano comunque perso nel turno finale.

## Teste di serie
1. Serhij Stachovs'kyj (spostato nel tabellone principale)
2. Julien Benneteau (primo turno)
3. Arthur De Greef (primo turno)
4. Aleksandr Bublik (primo turno)

1. Jozef Kovalík (qualificato)
2. Uladzimir Ihnacik (ultimo turno)
3. Guido Pella (qualificato)
4. Jerzy Janowicz (ultimo turno)

## Qualificati
1. Jozef Kovalík
2. Cedrik-Marcel Stebe

1. Yannick Hanfmann
2. Guido Pella

## Tabellone

### Legenda
| - Q = Qualificato - WC = Wild card - LL = Lucky loser | - ALT = Alternate - SE = Special Exempt - PR = Protected Ranking | - w/o = Walkover - r = Ritirato - d = Squalificato |

### Sezione 1
|  | Primo turno | Primo turno   | Primo turno   | Primo turno | Primo turno |  |  | Ultimo turno | Ultimo turno  | Ultimo turno  | Ultimo turno | Ultimo turno |  |
|  |             |               |               |             |             |  |  |              |               |               |              |              |  |
|  |             |               |               |             |             |  |  |              |               |               |              |              |  |
|  |             |               |               |             |             |  |  |              | Jeremy Jahn   | Jeremy Jahn   | 5            | 3            |  |
|  |             | Yannick Maden | Yannick Maden | 3           | 4           |  |  | 5            | Jozef Kovalík | Jozef Kovalík | 7            | 6            |  |
|  | 5           | Jozef Kovalík | Jozef Kovalík | 6           | 6           |  |  |              |               |               |              |              |  |

### Sezione 2
|  | Primo turno | Primo turno         | Primo turno         | Primo turno | Primo turno |  |  | Ultimo turno | Ultimo turno        | Ultimo turno        | Ultimo turno | Ultimo turno |  |
|  |             |                     |                     |             |             |  |  |              |                     |                     |              |              |  |
|  | 2           | Julien Benneteau    | Julien Benneteau    | 2           | 3           |  |  |              |                     |                     |              |              |  |
|  | WC          | Cedrik-Marcel Stebe | Cedrik-Marcel Stebe | 6           | 6           |  |  | WC           | Cedrik-Marcel Stebe | Cedrik-Marcel Stebe | 7            | 6            |  |
|  | WC          | Matthias Bachinger  | 4                   | 6           | 3           |  |  | 8            | Jerzy Janowicz      | Jerzy Janowicz      | 610          | 2            |  |
|  | 8           | Jerzy Janowicz      | 6                   | 4           | 6           |  |  |              |                     |                     |              |              |  |

### Sezione 3
|  | Primo turno | Primo turno       | Primo turno       | Primo turno | Primo turno |  |  | Ultimo turno | Ultimo turno      | Ultimo turno      | Ultimo turno | Ultimo turno |  |
|  |             |                   |                   |             |             |  |  |              |                   |                   |              |              |  |
|  | 3           | Arthur De Greef   | 64                | 7           | 4           |  |  |              |                   |                   |              |              |  |
|  |             | Yannick Hanfmann  | 7                 | 5           | 6           |  |  |              | Yannick Hanfmann  | Yannick Hanfmann  | 6            | 7            |  |
|  | Alt         | Charly Zick       | Charly Zick       | 1           | 3           |  |  | 6            | Uladzimir Ihnacik | Uladzimir Ihnacik | 4            | 6<3          |  |
|  | 6           | Uladzimir Ihnacik | Uladzimir Ihnacik | 6           | 6           |  |  |              |                   |                   |              |              |  |

### Sezione 4
|  | Primo turno | Primo turno       | Primo turno       | Primo turno | Primo turno |  |  | Ultimo turno | Ultimo turno    | Ultimo turno    | Ultimo turno | Ultimo turno |  |
|  |             |                   |                   |             |             |  |  |              |                 |                 |              |              |  |
|  | 4           | Aleksandr Bublik  | Aleksandr Bublik  | 1           | 3           |  |  |              |                 |                 |              |              |  |
|  |             | Yannick Mertens   | Yannick Mertens   | 6           | 6           |  |  |              | Yannick Mertens | Yannick Mertens | 3            | 4            |  |
|  |             | Jonathan Eysseric | Jonathan Eysseric | 5           | 2           |  |  | 7            | Guido Pella     | Guido Pella     | 6            | 6            |  |
|  | 7           | Guido Pella       | Guido Pella       | 7           | 6           |  |  |              |                 |                 |              |              |  |